# Lazarus-syndroom
Lazarus-syndroom (het Lazarus-hart), ook bekend als autoreanimatie na mislukte cardiopulmonale reanimatie, is de spontane terugkeer van een normaal hartritme na mislukte pogingen tot reanimatie. Het wordt ook gebruikt om te verwijzen naar de spontane terugkeer van hartactiviteit nadat de patiënt dood is verklaard. Het voorkomen ervan is sinds 1982 minstens 38 keer vermeld in de medische literatuur. Het ontleent zijn naam aan Lazarus die, volgens het Nieuwe Testament, door Jezus uit de dood werd opgewekt.
Voorvallen van het syndroom zijn uiterst zeldzaam en de oorzaken zijn nog niet duidelijk. Een hypothese voor het fenomeen is dat de belangrijkste factor (maar niet de enige) de opbouw van druk in de borst is als gevolg van cardiopulmonale reanimatie (CPR). Aangenomen wordt dat de ontspanning van de druk nadat de reanimatie-inspanningen zijn beëindigd, het hart laat uitzetten, waardoor de elektrische impulsen van het hart worden geactiveerd en de hartslag opnieuw wordt gestart. Andere mogelijke factoren zijn hyperkaliëmie of hoge doses adrenaline.

## Opmerkelijke gevallen
- Een 27-jarige man in het VK zakte in elkaar na een overdosis heroïne en cocaïne. Ambulanceverpleegkundigen gaven hem een Naloxon-injectie en hij herstelde voldoende om naar de ambulance te lopen. Onderweg kreeg hij een hartstilstand. Na 25 minuten reanimatiepogingen werd de patiënt verbaal dood verklaard. Ongeveer een minuut nadat de reanimatie was beëindigd, merkte een verpleegkundige een ritme op de hartmonitor op en werd de reanimatie hervat. De patiënt herstelde volledig.[2]
- Een 66-jarige man die leed aan een vermoedelijk abdominaal aneurysma kreeg een hartstilstand en kreeg gedurende 17 minuten borstcompressies en defibrillatieschokken tijdens de behandeling van zijn aandoening. Vitale functies keerden niet terug; de patiënt werd dood verklaard en de reanimatiepogingen werden beëindigd. Tien minuten later voelde de chirurg een polsslag. Het aneurysma werd met succes behandeld en de patiënt herstelde volledig zonder blijvende fysieke of neurologische problemen.[1]
- Volgens een artikel uit 2002 in het tijdschrift Forensic Science International werd een 65-jarige prelinguaal dove Japanse man bewusteloos aangetroffen in het pleeggezin waarin hij woonde. Er werd ter plaatse geprobeerd te reanimeren door thuispersoneel, medisch noodpersoneel en ook op de afdeling spoedeisende hulp van het ziekenhuis en omvatte de juiste medicatie en defibrillatie. Hij werd dood verklaard na een poging tot reanimatie. Een politieman vond de persoon echter na 20 minuten in beweging in het mortuarium. De patiënt overleefde nog vier dagen.[3]
- Judith Johnson, 61, kreeg in mei 2007 een hartstilstand in het Beebe Medical Center in Lewes, Delaware, Verenigde Staten. Ze kreeg "meerdere medicijnen en gesynchroniseerde schokken", maar kreeg nooit meer een polsslag. Ze werd om 20:34 dood verklaard maar later werd ontdekt dat ze nog leefde en ademde. Ze klaagde het ziekenhuis waar het gebeurde aan voor schade als gevolg van fysieke en neurologische problemen die het gevolg waren van de gebeurtenis.[4]
- Een 45-jarige vrouw in Colombia werd dood verklaard, omdat er geen vitale functies aanwezig waren die erop wezen dat ze nog leefde. Later merkte een begrafenisondernemer op dat de vrouw bewoog en waarschuwde zijn collega dat de vrouw terug naar het ziekenhuis moest.[5][6]
- Een 65-jarige man in Maleisië kreeg zijn vitale functies tweeënhalf uur terug nadat artsen in het Seberang Jaya-ziekenhuis in Penang hem dood hadden verklaard. Hij stierf drie weken later.[7]
- Anthony Yahle, 37, in Bellbrook, Ohio, Verenigde Staten, ademde abnormaal om 04:00 uur 's nachts op 5 augustus 2013, en kon niet worden gewekt. Nadat ze ontdekten dat Yahle geen polsslag had, begonnen eerstehulpverleners met reanimeren en konden ze een stabiele hartslag terugkrijgen om hem naar de eerste hulp te vervoeren. Later die middag kreeg hij opnieuw een hartstilstand gedurende 45 minuten in het Kettering Medical Center en werd hij dood verklaard nadat alle pogingen om hem te reanimeren mislukten. Toen zijn zoon in het ziekenhuis aankwam om zijn vermoedelijk overleden vader te bezoeken, zag hij een hartslag op de monitor die nog aan zijn vader vastzat. De reanimatiepogingen werden hervat en Yahle werd met succes gereanimeerd.[8]
- Walter Williams, 78, uit Lexington, Mississippi, Verenigde Staten, was thuis toen zijn palliatief-verpleekundige een lijkschouwer belde die arriveerde en hem om 09.00 uur dood verklaarde op 26 februari 2014. Eenmaal bij een uitvaartcentrum bleek hij te bewegen, mogelijks gereanimeerd door een defibrillator die in zijn borst was geïmplanteerd.[9] De volgende dag was hij goed genoeg om met familie te praten, maar hij stierf vijftien dagen later.[10]
- Siti Masfufah Wardah, 12, uit Probolinggo, Indonesië, werd dood verklaard door chronische diabetes mellitus met orgaancomplicaties. Nadat ze naar haar huis was gebracht, werd ze met open ogen gevonden door haar ouders die onmiddellijk een medische professional belden. Na haar eerste herstel overleed ze een uur later.[11]
- De 20-jarige Timesha Beauchamp uit Southfield, Michigan, Verenigde Staten, werd 23 augustus 2020 door een arts dood verklaard[12] nadat 30 minuten reanimatiepogingen door reddingswerkers mislukten, en de arts daarvan telefonisch op de hoogte was gebracht. Mevrouw Beauchamp werd destijds niet door de arts onderzocht, wat toen ook niet hoefde. Uren later, nadat haar lichaam bij een uitvaartcentrum in Detroit was aangekomen, merkten begrafenisondernemers dat Beauchamp nog leefde. Daarna suggereerde brandweercommandant Johnny Menifee van Southfield tijdens een persconferentie dat de heropleving van Beauchamp mogelijk een geval is van het Lazarus-syndroom.[13] Ze stierf later op 18 oktober 2020.
- Camila Roxana Martinez Mendoza, 3 jaar oud, uit Villa de Ramos, Mexico, werd op 17 augustus 2022 door de dokters dood verklaard als gevolg van complicaties als gevolg van een maagontsteking, maar op haar begrafenis merkten familieleden dat ze ademde en een polsslag had.[14] Ze werd teruggebracht naar hetzelfde ziekenhuis dat haar aanvankelijk behandelde voor de infectie en haar dood verklaarde, maar ze kon niet worden gered.

### Record
Velma Thomas, 59, uit Nitro, West Virginia, Verenigde Staten heeft de recordtijd voor herstel van klinische dood. In mei 2008 kreeg Velma bij haar thuis een hartstilstand. Ambulanciers waren in staat om na acht minuten reanimatie een zwakke pols vast te stellen. Haar hart stopte twee keer na aankomst in het ziekenhuis en ze werd aan de beademing gelegd. Artsen probeerden haar lichaamstemperatuur te verlagen om extra hersenletsel te voorkomen. Ze werd 17 uur lang klinisch dood verklaard nadat de dokters geen hersenactiviteit konden detecteren. Haar zoon, Tim Thomas, verklaarde dat "haar huid al begon te verharden en haar handen en tenen opkrulden". Ze werd van de beademing gehaald en er werden begrafenisregelingen getroffen. Maar tien minuten nadat ze van de beademing was gehaald, kwam ze terug tot leven en herstelde ze.

## Implicaties
Het Lazarus-fenomeen roept ethische kwesties op voor artsen, die moeten bepalen wanneer de medische dood heeft plaatsgevonden, reanimatie-inspanningen moeten worden beëindigd en postmortale procedures zoals autopsies en orgaandonaties kunnen plaatsvinden.
In de medische literatuur wordt aanbevolen om de vitale functies van een patiënt gedurende vijf tot tien minuten na het stoppen van de reanimatie te observeren voordat de dood wordt vastgesteld. Nederlandse ambulanceverpleegkundigen hanteren na een mislukte reanimatie ook een 'No touch protocol'. Dit houdt in dat de patiënt 5 minuten blijft liggen zonder medische ingrepen, om te kijken of er sprake is van het Lazarus-syndroom.